# Союз 9К
«Союз 9К» або «Союз-Б»  — проєкт радянських безпілотних космічних кораблів для виведення пілотованого апарата на траєкторію польоту до Місяця.

## Історія
1959 під керівництвом Тихонравова в ОКБ-1 почалися дослідження пілотованого обльоту Місяця. Планувалося використання ракет-носіїв, похідних від міжконтинентальної балістичної ракети Р-7 розробки цього ж бюро. Очікувана вантажність до 6 тонн змусила планувати збирання на низькій навколоземній орбіті навколомісячного апарата з кількох частин. Для цього слід було розробити методи зближення, стикування і дозаправки у космосі.
1960—1961 дослідження під індексом Л-1 планували автоматичні зближення і стикування кількох блоків і використання маніпуляторів для їхнього збирання.

### Ескізний проєкт
У грудні 1962 Корольов затвердив ескізний проєкт Союзу, за яким навколомісячний пілотований корабель Союз-А (7К) виводився на орбіту навколо Місяця розгінним блоком Союз-Б (9К), для заправки якого використовувався танкер Союз-В (11К). Щоб отримати фінансування від Міністерства оборони, в проєкті пропонувалися дві додаткові модифікації: Союз-П (рос. Перехватчик, перехоплювач) і Союз-Р (рос. Разведчик, розвідник). Для виведення Союзу-П на орбіти висотою до 6 тис. км використовувався танкер Союз-В.
1963 ОКБ-1 працювало над проєктами тримісного корабля Восход (3КВ) і двомісного Восход-2 (3КД), величезною ракетою-носієм Н1 (11А52) і її меншими варіантами Н11 (11А53) і Н111 (11А54), і кількома безпілотними апаратами.
20 березня 1963 експертна комісія розглянула ескізний проєкт і затвердила розробку корабля 7К в ОКБ-1, передавши розробку апаратів 9К і 11К до інших конструкторських бюро, а військові варіанти до самарського відділу ОКБ-1. На військові варіанти виділили достатнє фінансування і недостатнє — на місячний корабель. Для польоту кораблів Союз А-Б-В слід було виконати п'ять успішних автоматичних стикувань. На той час це здавалося неможливим, тому обрано проєкт Челомея, за яким одномісний корабель ЛК-1 для обльоту Місяця одним запуском виводила ракета-носій «Протон» (УР500К-Л1).
3 серпня 1964 постановою ЦК КПРС і Ради Міністрів СРСР «Про роботи з дослідження Місяця і космічного простору» головним розробником пілотованого корабля для обльоту Місяця визначили ДКБ-52 (генеральний конструктор Володимир Челомей), головним розробником пілотованого корабля для посадки на Місяць визначили ОКБ-1 (генеральний конструктор Сергій Корольов), проєкт 7К-9К-11К скасували.
У кінці 1965 Корольов виборов навколомісячний проєкт від Челомея. У цьому варіанті ракета-носій Н1 виводила полегшений пілотований корабель Союз розгінним блоком Д, створеним на базі Союзу 9К.

## Опис
Союз 9К складався з двох модулів: ракетного блоку і модуля зближення й стикування. Модуль мав систему стикування і дозаправки, систему наведення, систему маневрування.
Залежно від завдання корабель мав автоматично зістикуватися з 1-3 танкерами Союз-В, які додавали до 22 тонн палива. Після дозаправки стикувався пілотований Союз 7К, відокремлювався модуль зближення й стикування і апарати летіли до визначеної орбіти. Союз 9К забезпечував політ Союза-А до Місяця або Союза-П на перехоплення супутників на орбітах до 6 тис. км.